# Marriner S. Eccles

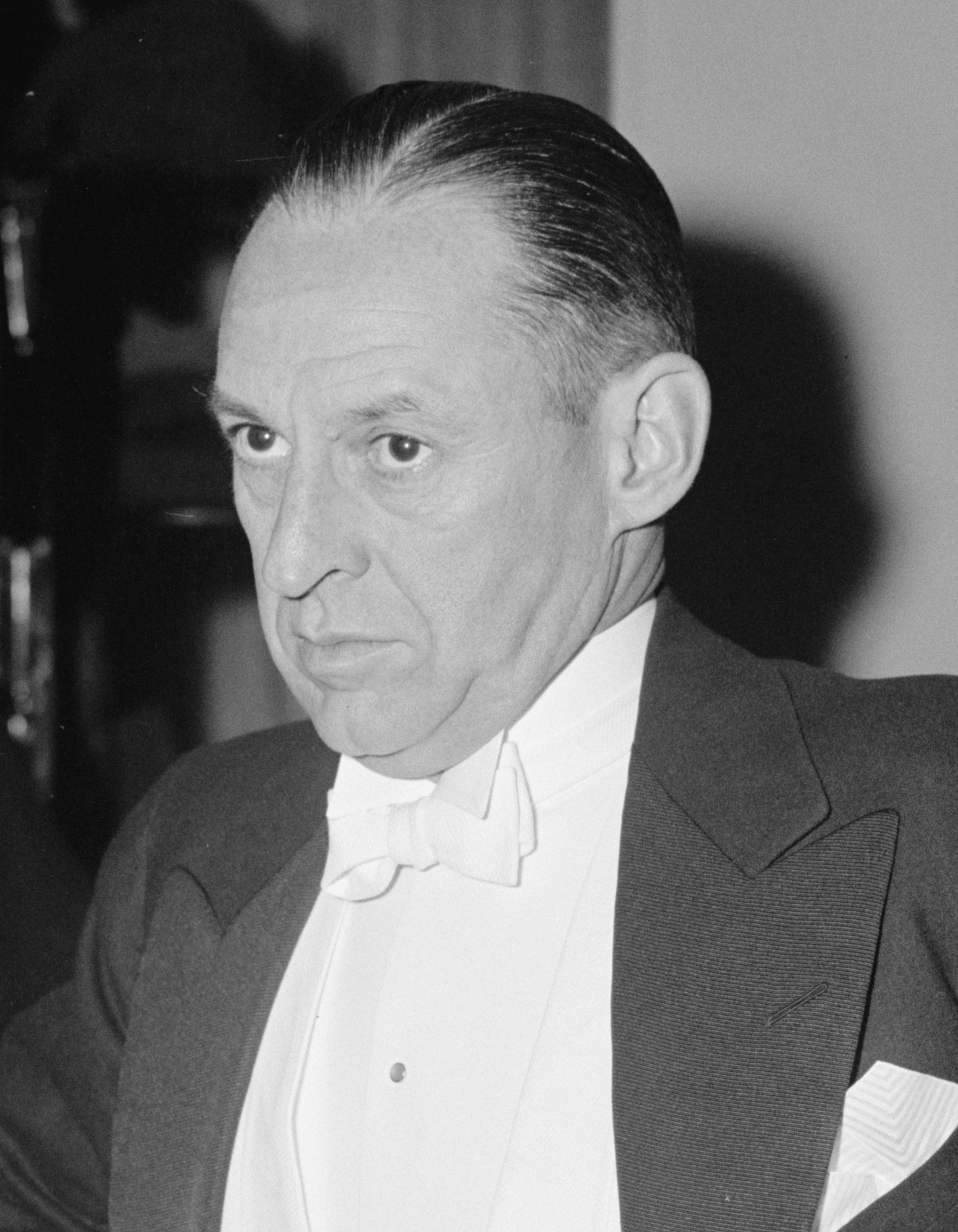
Marriner S. Eccles, 1939

Marriner S. Eccles (* 9. September 1890 in Logan, Utah als Marriner Stoddard Eccles; † 18. Dezember 1977 in Salt Lake City) war ein US-amerikanischer Unternehmer, Bankier und von 1934 bis 1948 Vorsitzender des Federal Reserve Boards.

## Leben und Karriere
Eccles wurde als das älteste von neun Kindern aus der Ehe zwischen dem Unternehmer David Eccles und seiner zweiten Frau Ellen Stoddard Eccles in Logan im Bundesstaat Utah geboren. Eccles arbeitete schon früh in den Unternehmen seines Vaters. 1905 besuchte er für vier Jahre das Brigham Young College, danach begab er sich für zwei Jahre auf mormonische Mission nach Schottland, der Ursprungsheimat seines Vaters, wo er May Campbell Young traf, die er 1913 in den USA heiraten und mit ihr drei Kinder haben sollte.
Als sein Vater 1912 unerwartet starb, übernahm Marriner Eccles die Leitung der Unternehmen, die der Familie Ellen Eccles hinterlassen wurden. 1924 gründete er mit seinem Bruder George und Mitgliedern der Bankiersfamilie Browning die Eccles-Browning Affiliated Banks in Ogden, die durch den Erwerb weiterer Banken in Utah, Idaho und Wyoming Zuwachs erhielt. Die Verwaltung der Banken übernahm die von Eccles 1928 mitgegründete Holdinggesellschaft First Security Corporation, der er als Präsident vorstand.
Eccles Banken überstanden die 1929 einsetzende Weltwirtschaftskrise praktisch ohne Schaden. In den 1930er Jahren herrschte in Nordamerika die Great Depression.
Eccles war ursprünglich Republikaner; nachdem Roosevelt Ende 1932 Präsidentschaftswahl in den Vereinigten Staaten 1932 zum Präsidenten gewählt worden war (er sollte es bis zu seinem Tod 1945 bleiben) wurde Eccles zu einem Unterstützer der New-Deal-Politik der demokratischen Regierung. Eccles wurde nach Washington einberufen, um bei der Bewältigung der Krise behilflich zu sein. Er half beim Entwurf des Emergency Banking Act von 1933, dem Banking Act von 1933 und dem Federal Housing Act von 1934. Er entwarf den Eccles-Bill, der als Banking Act von 1935 das Federal Reserve System restrukturieren und der Zentralbank Befugnisse geben sollte, deren Fehlen weithin als mitschuldig an der Krise von 1929 angesehen wurde. Eccles wurde zum Vorsitzenden des Board of Governors des Federal Reserve Systems ernannt, einen Posten, den er bis zum 31. Januar 1948 bekleiden sollte.
Eccles nahm in maßgeblicher Rolle an der Konferenz von Bretton Woods (Juli 1944) teil, die zur Gründung der Weltbank und des Internationalen Währungsfonds führte.
Er unterstützte den Marshallplan und saß im Beirat der Export-Import Bank of the United States. Unter Truman sollte Eccles ab 1948 nicht mehr als Chairman amten, blieb aber Vizevorsitzender, bis er 1951 zurücktrat.
Nach seinem Rücktritt zog Eccles nach Salt Lake City und nahm die Familiengeschäfte wieder auf, unter anderem der während seiner politischen Laufbahn von seinem Bruder George geleiteten First Security Corporation, der Amalgamated Sugar Company und der zu Beginn von Eccles’ Washingtoner Zeit am Bau des Hoover Dam beteiligten und 1976 an General Electric verkauften Utah Construction Company.
Als Redner und Autor beschäftigte sich Eccles vor allem mit den Themen Überbevölkerung der Erde, der US-Beteiligung am Vietnamkrieg und der diplomatischen Anerkennung der Volksrepublik China. Eccles gründete wohltätige Stiftungen, die vor allem in Utah tätig waren, und wurde mit Ehrendoktorwürden bedacht.
Marriner S. Eccles starb am 18. Dezember 1977 im Alter von 87 in Salt Lake City. Im Jahr 1982 wurde das Gebäude des Federal Reserve in Washington DC zu seinen Ehren in Eccles Building benannt.